# Transport i Skellefteå kommun
Transport i Skellefteå kommun avser busstrafik, vägar, järnvägar, flygplatser och hamnar i Skellefteå kommun efter dess bildande 1971.
Historiskt har området varit en viktig hamnstad. Efter att Skellefteå blev stad tillkom nya vägar och i slutet av 1800-talet kom järnvägen till området.
Sedan 1912 är Skellefteå hamn områdets hamn. I början av 2020-talet var fem vägar i kommunen klassade som riksintresse för kommunikationer:
- Europaväg 4
- Riksväg 95 (Silvervägen)
- Länsväg 364
- Länsväg 372
- Länsväg 827 (Sundgrundsleden)

Kommunen genomkorsas av Skelleftebanan och ligger inom det område som är planerat att genomkorsas av Norrbotniabanan. Skellefteå flygplats är en internationell flygplats som ligger i Falmark.

## Bakgrund

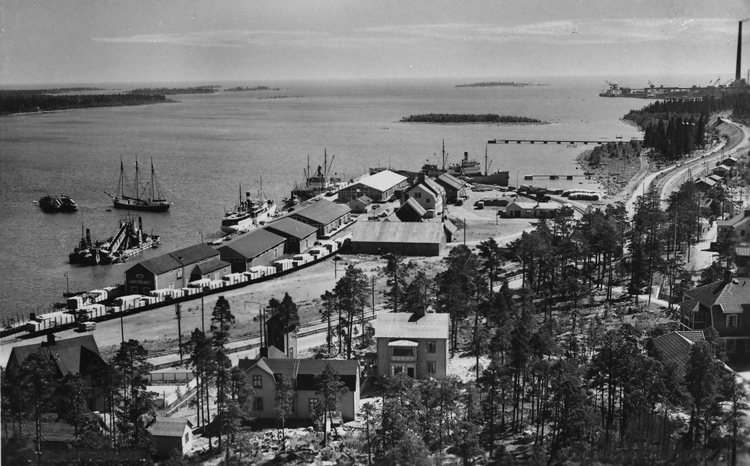
Skellefteå hamn (1935).

Skellefteåbygden var under 1800-talet en viktig hamnstad med hamnar i bland annat Kinnbäck, Åbyn, Tåme, Byske, Romelsön, Ostvik, Kattisholmen, Storkåge, Tällholmen, Bockholmen, Ursviken, Bureå och Kallviken. När Skellefteå blev stad i mitten på 1800-talet beslutades att hamnen i Ursviken skulle bli stadens hamn. Under samma tid anlades många nya vägar som en följd av att nya församlingar tillkom. I slutet av 1800-talet tillkom järnväg i och med att Norra stambanan tillkom. Detta ledde också till uppkomsten av stationssamhällen som exempelvis Jörn.

## Busstrafik

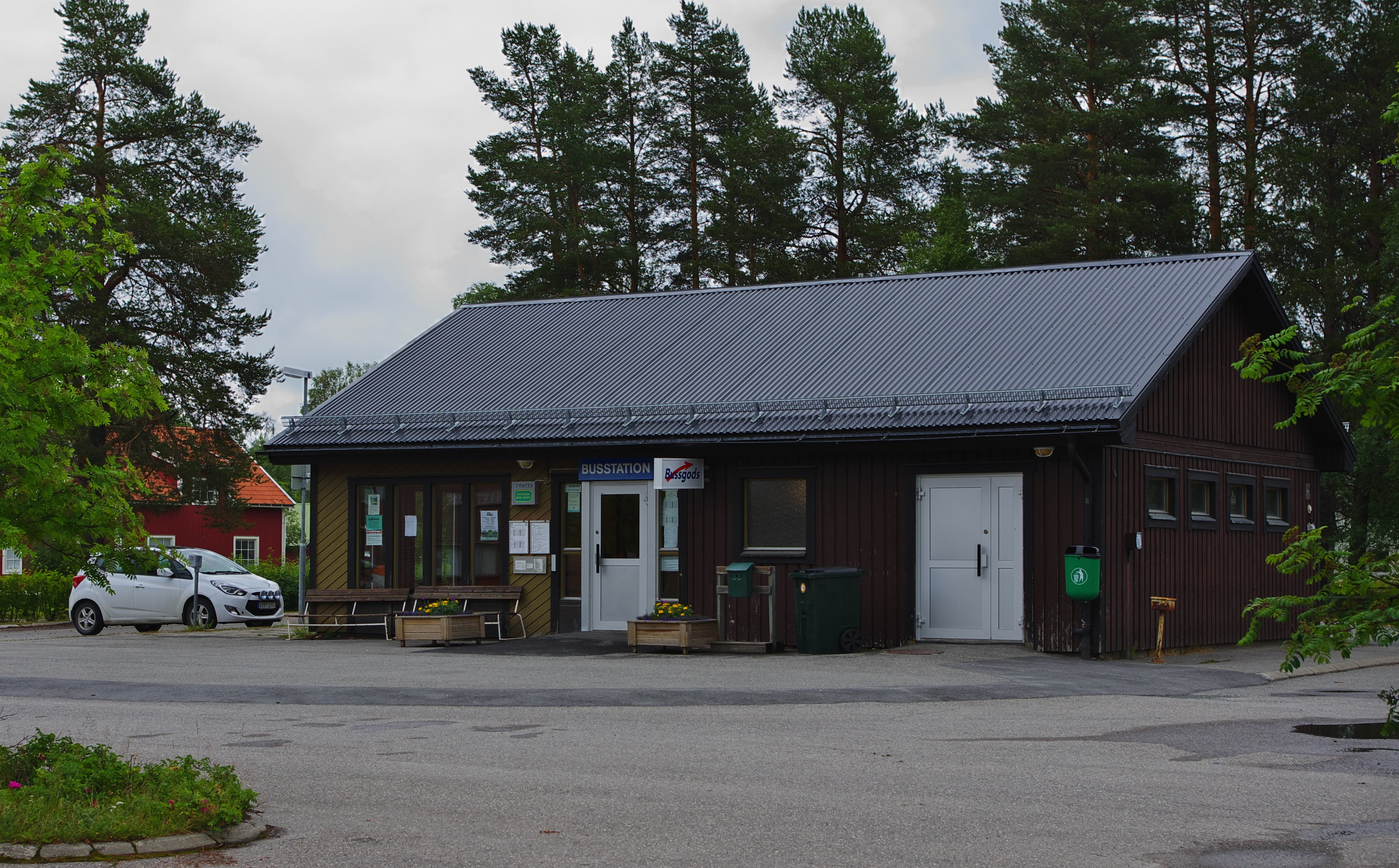
Busstationen i Jörn (2014).

Region Västerbotten ansvarar för kollektivtrafiken i länet men genom "ett särskilt beslut" har befogenheter gällande stadstrafiken i Skellefteå delegerats till Skellefteå kommun. Stadstrafiken i Skellefteå ligger således under Skellefteå kommun genom Skellefteå buss medan regiontrafiken ligger under Region Västerbotten. Regiontrafiken har över tid upphandlats. Vinnare i anbudsgivningen har sedan 1990-talet varit det kommunägda Skellefteå buss som "under nära nog 30 år kunnat köra trafiken i hela kommunen".

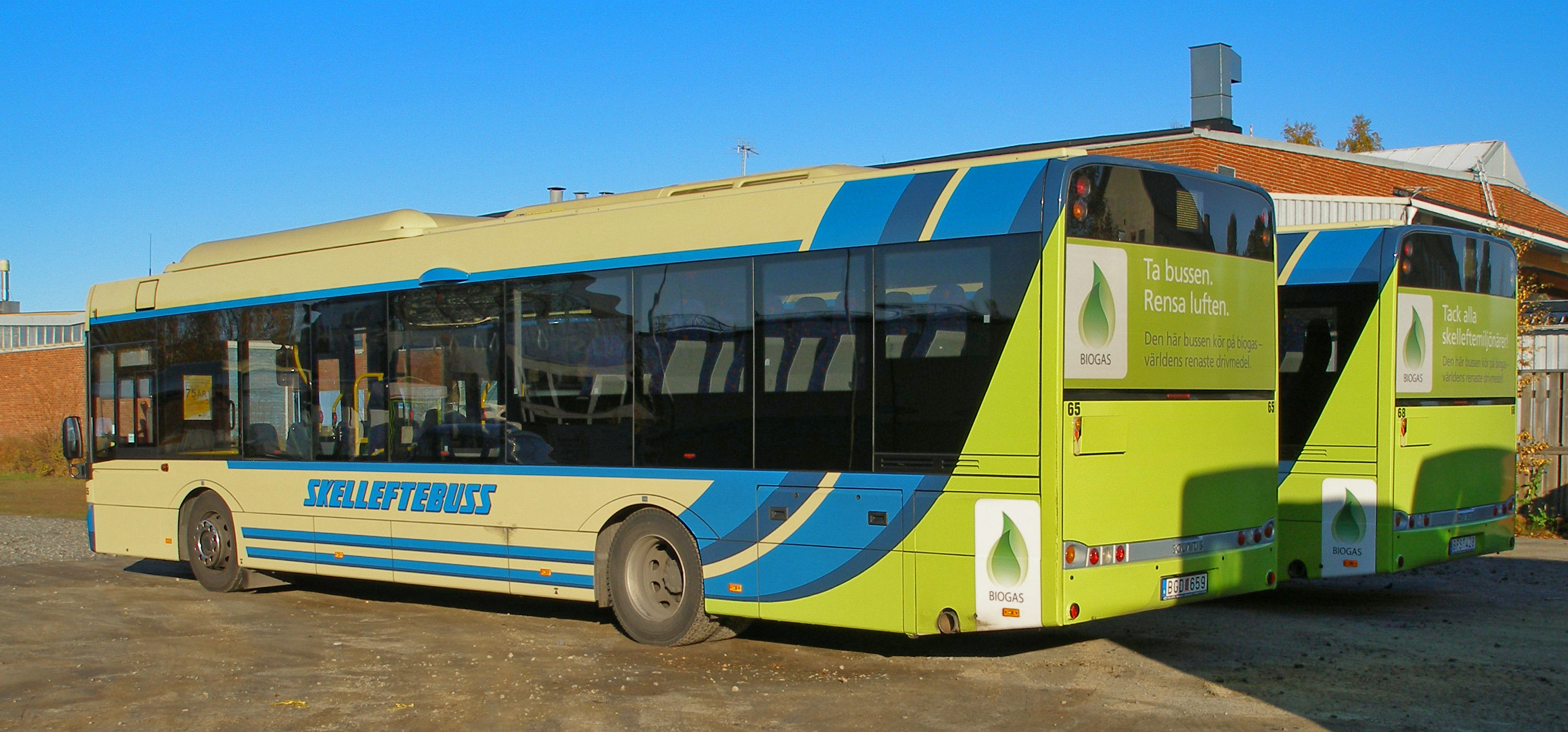
Skellefteå kommuns bussbolag Skelleftebuss AB har bussar som drivs med biogas som produceras i kommunens biogasverk. (Bild från 2008)

Under 2022 kritiserade Svenskt Näringsliv kommunen "för att de har ett bussbolag som upphandlar trafik på den så kallade omlandstrafiken, alltså orterna utanför staden". Resultatet blev att Skellefteå buss, efter beslut i kommunfullmäktige i januari 2023, delades upp i två bolag; Skellefteå Lokaltrafik AB och Skellefteå Regiontrafik AB. Den förstnämnda behåller trafiken i stadstrafiken och ut till Skelleftehamn medan den senare på sikt avvecklas till förmån för upphandling av privata aktörer.
För stadstrafiken finns följande linjer (2023):
| Linje | Hållplatser                                                                 |
| ----- | --------------------------------------------------------------------------- |
| 1     | Anderstorp – Centrum – Morö Backe – Solbacken                               |
| 2     | Skelleftehamn – Ursviken - Centrum – Stenbacka                              |
| 3     | Klemensnäs – Bergsbyns ind. omr. – Centrum – Sunnanå                        |
| 4     | Bergsbyn – Torsgatan - Centrum – Mobacken                                   |
| 9     | Solbacken – Moröhöjden – Centrum – Lasarettet                               |
| 80 a  | Bergsvallen – Northvolt Temporary – Centrum – Sjungande Dalen och Stenbacka |

Därtill hör även Linje 70 (Orrvägen–Northvolt norra) och Linje 80 b (Northvolt Temporary – Skelleftehamn centrum) till stadstrafiken.

## Vägar

### Bilvägar

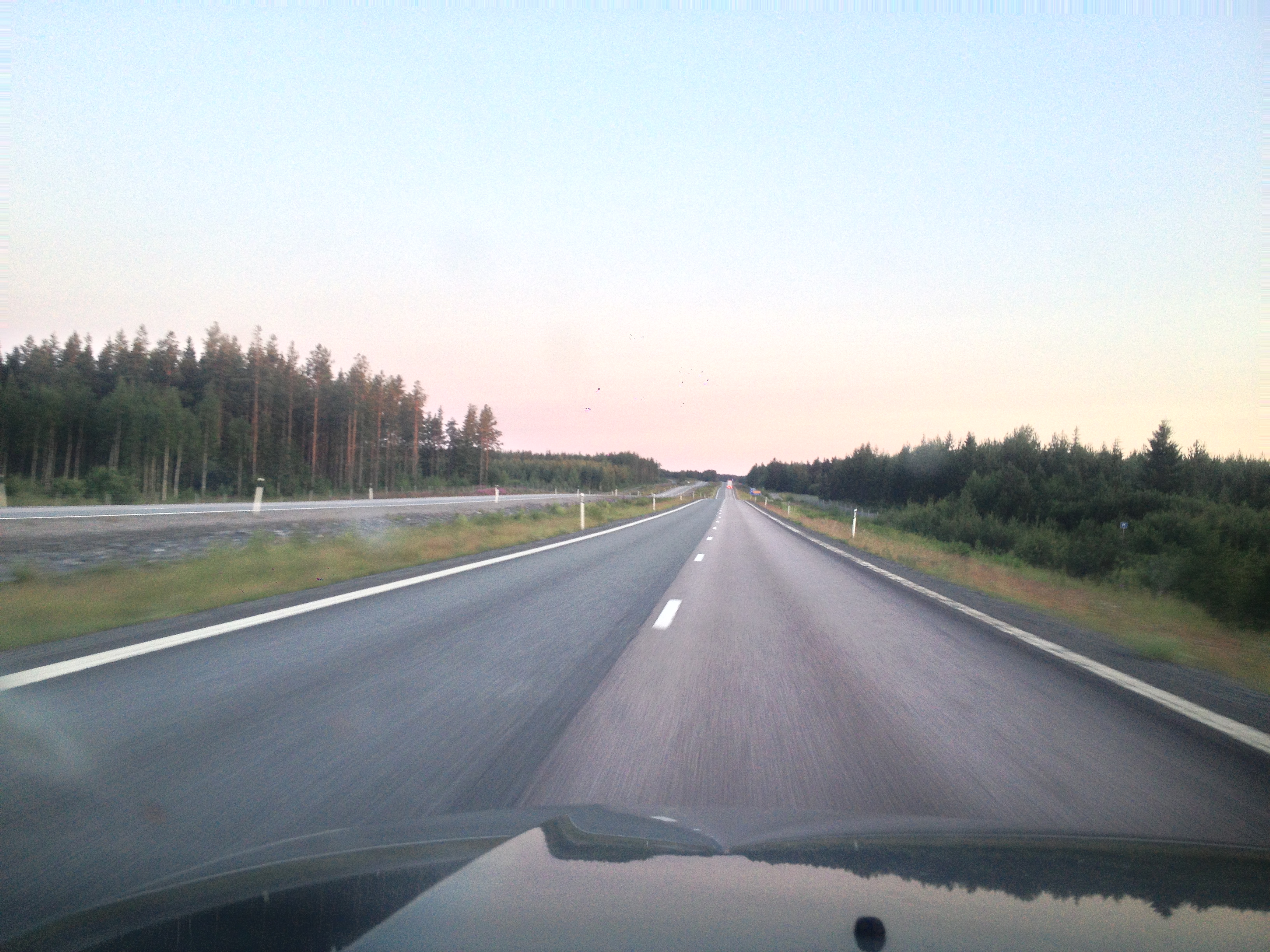
Europaväg 4 mellan Ostvik och Byske (2013).

Längs kusten genomkorsas kommunen av Europaväg 4. Delar av vägens föregångare,  Riks 13, Kustlandsvägen och Norrstigen går i närheten av europavägens sträckning och är fortfarande farbara (2023) medan andra fungerar som vandringsleder. Från centralorten och vidare mot Jörn går riksväg 95. Genom kommunen går också länsvägarna 364 och 370.
I början av 2020-talet var de tre förstnämnda, liksom länsvägarna 372 och 827 (Sundgrundsleden), klassade som riksintresse för kommunikationer. Tidigare var även länsväg 370 av riksintresse för kommunikationer.
Europaväg 4, riksväg 95, länsväg 364 samt länsväg 372 är också några av de högst prioriterade näringslivsvägarna i Västerbottens län. Samtliga av dessa finns inom Skelleftedalen. Europaväg 4 är den enda av dessa vägar som har en funktionellt sett fullgod vägförbindelse. Detta på grund av den bro som används för att korsa Skellefteälven. Övriga vägar använder Parkbron och Lejonströmsbron, som båda har begränsad bärighet och begränsad framkomlighet.
I början på 2020-talet fanns omkring 95 mil enskilda vägar i kommunen som Skellefteå kommun skötte drift och underhåll av.

### Gång- och cykelvägar
Enligt uppgifter från 2023 fanns 24,8 mil gång- och cykelbanor i Skellefteå kommun.

## Järnväg

### Skelleftebanan

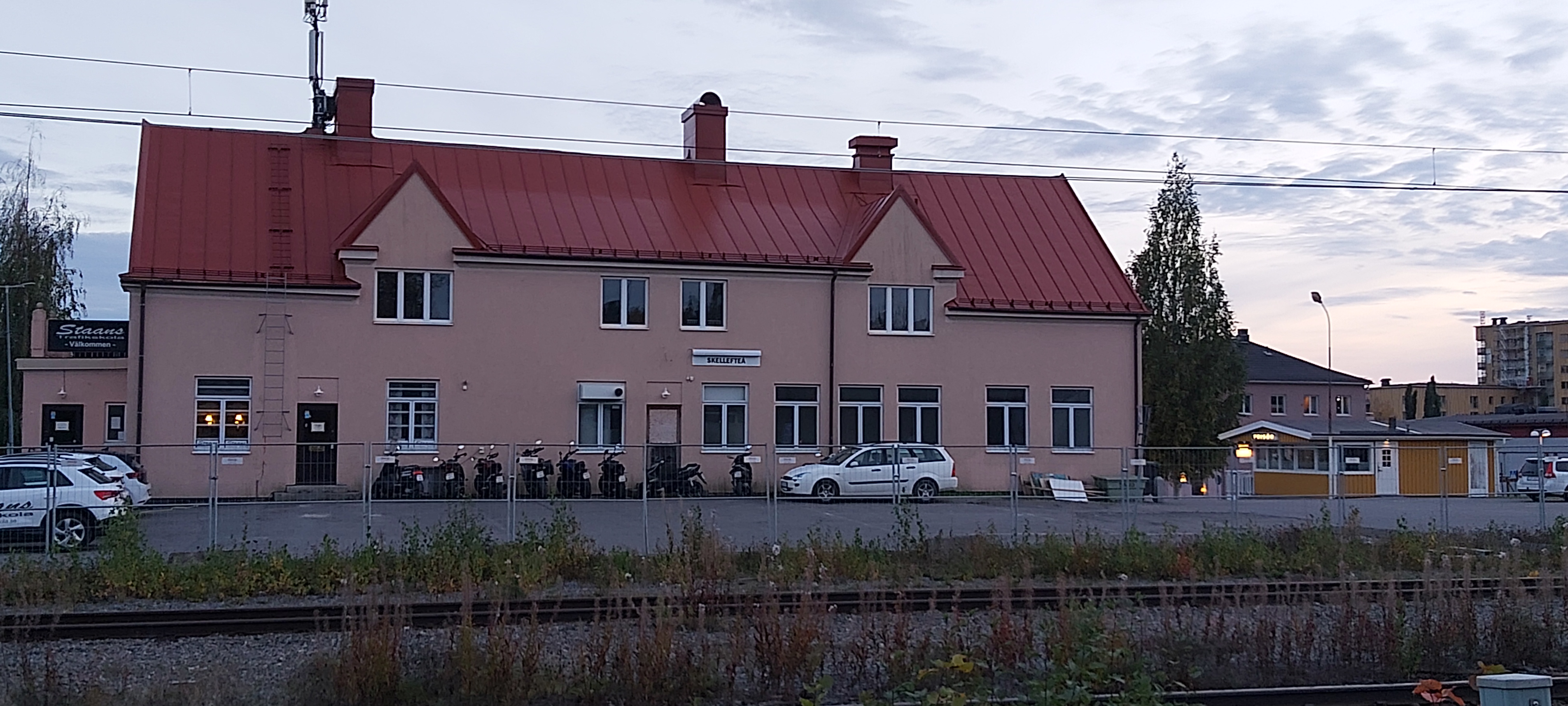
Skellefteå station sedd från Norrböle (2022).

Skellefteå kommun genomkorsas av  järnvägen Bastuträsk–Skellefteå–Skelleftehamn. År 1989 beslutade länstrafikbolaget att dessa sträckor inte längre skulle ha persontrafik utan istället trafikeras med landsvägsbuss. Då skedde fortfarande godshantering i Skellefteå centrum.

### Norrbotniabanan
Trafikverket har fått i uppdrag att bygga Norrbotniabanan som ska sträcka sig från Ytterbyn i södra delen av kommunen genom Skellefteå centrum och norrut mot Piteå, med två regionaltågstationer i Bureå och Byske. Sträckningen in till Skellefteå beräknas vara klar efter år 2033.

## Flygplatser

### Civila flygplatsen

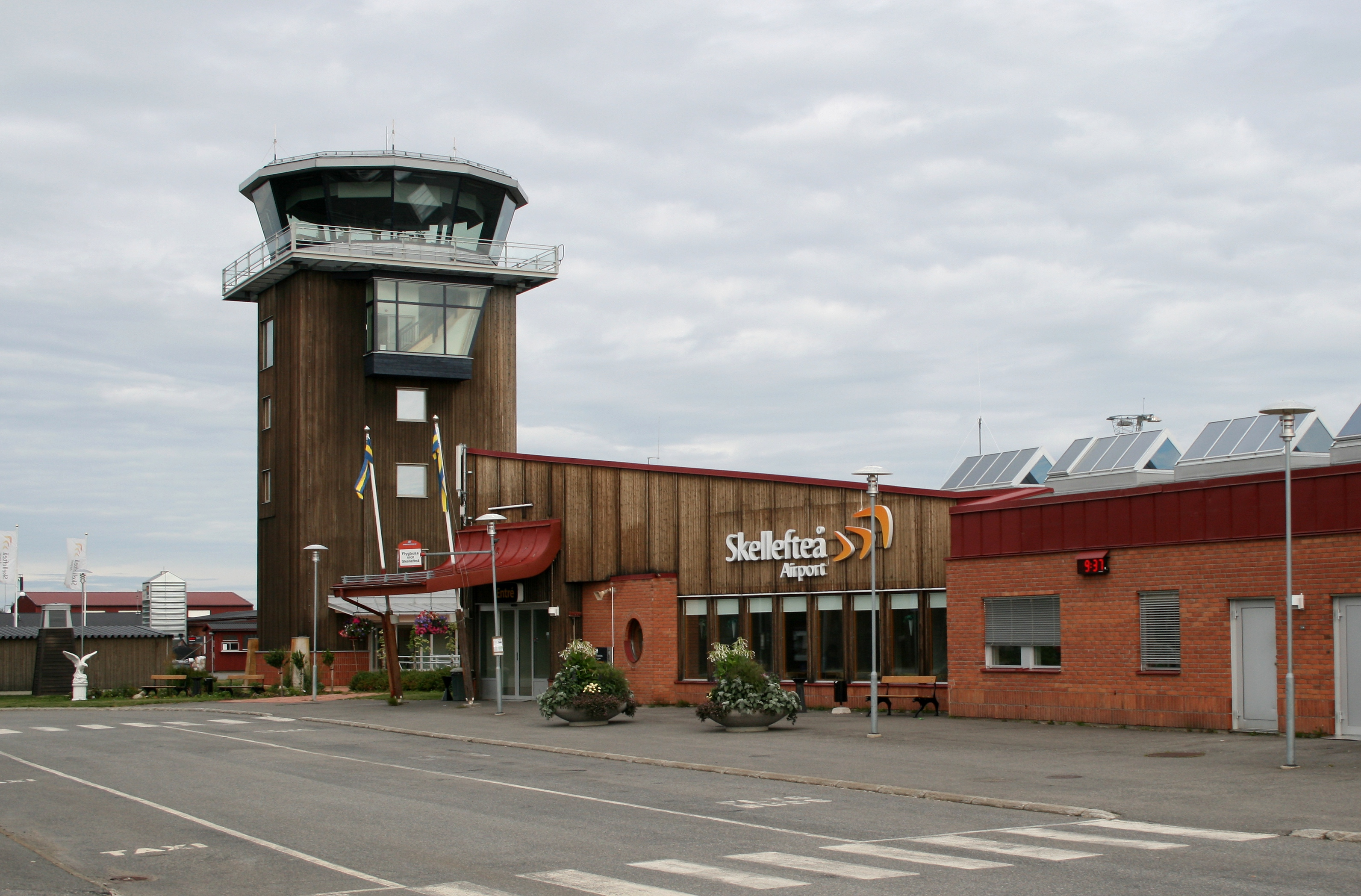
Skellefteå Airport (2011).

Skellefteå Airport invigdes år 1961 och är belägen i Falmark. Därifrån går reguljärtrafik till Arlanda samt charterresor utrikes. År 2020 blev flygplatsen fossilfri och ambitionen är att flygplatsen ska bli ett nav för utveckling av elflyg.

### Militära flygplatser
Tidigare fanns den militära flygbasen Fällfors flygbas i Fällfors. År 1990 fanns fyra banor. Marken köptes av Skellefteå kommun 2008. I närheten fanns också en reservvägbas.

## Sjöfart

### Hamnar
Skellefteå hamn (i Skelleftehamn) är sedan 1912 stadens hamn, sedan Sjöfartsverkets beslut 1988 är det kommunens enda allmänna hamn. Skellefteå hamn är en året-runt-hamn med en godsomsättning på 1 544 589 ton och cirka 280 fartygsanlöp per år. Kajdjupet är mellan 5,5 och 13,4 meter, och kajlängden 1 500 meter. Under 1960–1980-talen gick färja från Skelleftehamn till Jakobstad och Karleby i Finland.
I Skellefteåregionen finns ett antal gästhamnar för besökare som kommer med båt.

### Allmänna farleder

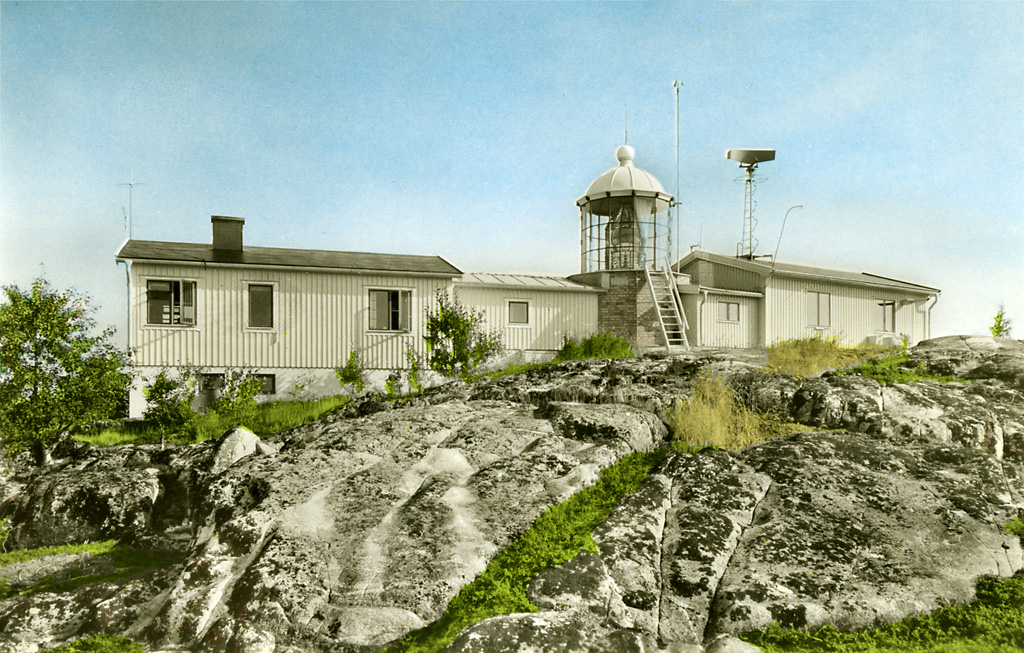
Bjuröklubbs fyrplats (1940–1959).

Enligt Sjöfartsverkets beslut 1988 fanns fyra allmänna farleder inom kommunens gränser:
- Bjuröklubb – Sjön (735)
- Skelleftehamn – Bjuröklubb (737)
- Skelleftehamn – Gåsören (741)
- Kåge – Sjön (742)